# Kroppenstedt
Kroppenstedt é um município da Alemanha, situado no distrito de Börde, no estado de Saxônia-Anhalt. Tem 38,65 km² de área, e sua população em 2019 foi estimada em 1.414 habitantes.